# Keramat Abdewali
Keramat Morad Abdewali (pers. ‏کرامت عبدولی‎; ur. 2 listopada 1997) – irański zapaśnik startujący w stylu wolnym.
Zajął dziewiąte miejsce na mistrzostwach Azji w 2018.
Brązowy medalista igrzysk młodzieży w 2014. Mistrz świata juniorów w 2017. Trzeci na MŚ kadetów w 2014. Wicemistrz Azji juniorów w 2017 roku.